# Acraea kenia
Acraea kenia är en fjärilsart som beskrevs av Eltringham 1911. Acraea kenia ingår i släktet Acraea och familjen praktfjärilar. Inga underarter finns listade i Catalogue of Life.